# 双团棘胸蛙
双团棘胸蛙（学名：Rana yunnanensis）为蛙科蛙属的两栖动物。在中国大陆，分布于四川、贵州、云南等地，一般生活于山溪或水沟中。其生存的海拔范围为1500至2400米。该物种的模式产地在云南户撒。
其种加词 yunnanensis 意为“云南的”。